# Fukuroi-juku

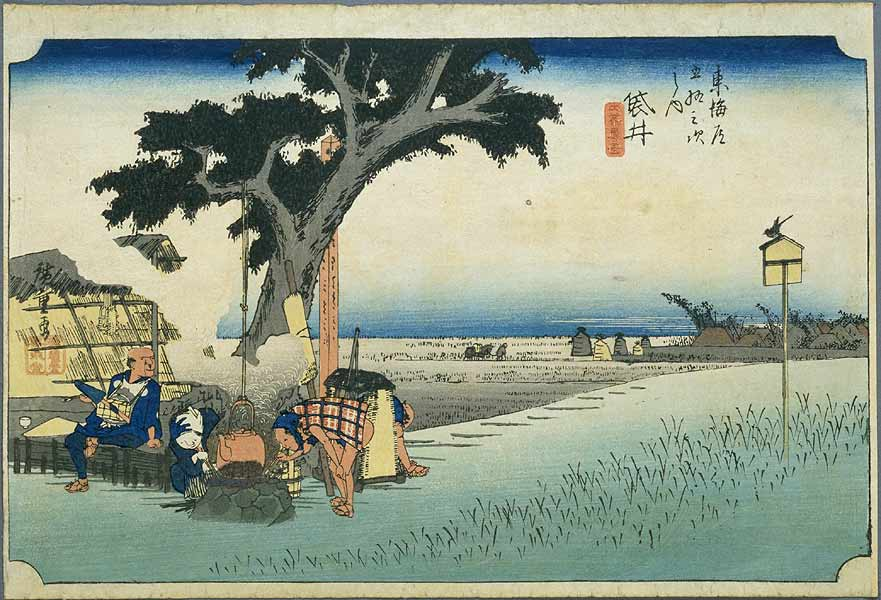
Fukuroi-juku dans les années 1830, estampe de Hiroshige de la série Les Cinquante-trois Stations du Tōkaidō.

Fukuroi-juku (袋井宿, Fukuroi-juku) était la vingtième des cinquante-trois stations du Tōkaidō, ce qui en faisait la station du milieu de la route. Elle est située au centre de ce qui est à présent la ville de Fukuroi, préfecture de Shizuoka au Japon. 

## Histoire
Fukuroi-juku fut développée plus tard que la plupart des autres shukuba puisqu'elle ne fut pas établie avant 1616. Elle est distante de 9,7 km de Kakegawa-juku, la précédente station. Au plus fort de son activité, Fukuroi-juku comptait 195 bâtiments dont trois honjin et 50 hatago. Sa population était d'environ 850 habitants.
Parce qu'elle se trouvait dans le voisinage des trois temples principaux de l'ancienne province de Totomi, elle prospérait également car elle permettait d'accéder aux trois temples qui étaient Hattasan Sonei-ji (法多山尊永寺), Kasuisai (可睡斎) et Yusan-ji (油山寺).
L'estampe classique ukiyoe d'Ando Hiroshige (édition Hoeido) de 1831-1834 montre deux couples de voyageurs se reposant sous un abri de côté, près d'un arbre devant lequel une femme attise le feu sous une grande bouilloire suspendue à une branche. Le paysage autour semble être composé de champs de riz à l'abandon, avec peu d'indications quant à la présence d'une ville-relais.